# Торгу
Општина Торгу (ест. Torgu vald) рурална је општина у југозападном делу округа Сарема на западу Естоније.
Општина обухвата крајњи југозападни део острва Сареме и заузима територију површине 126,44 km2. Једину копнену границу има на северу са општином Салме.
Према статистичким подацима из јануара 2016. на територији општине живело је 339 становника, или у просеку око 2,7 становника по квадратном километру.
Административни центар општине налази се у селу Ијде у ком живе свега 42 становника. 
На територији општине есе 22 села. 